# Ottavio Missoni
Ottavio Missoni (11. februar 1921 i Dubrovnik – 9. maj 2013 i Sumirago) var grundlæggeren af det italienske modehus Missoni og tidligere olympisk hækkeløber. Han er kendt for sine legendariske strikdesign i zig-zag-mønstre og farvestrålende striber.
Missoni deltog i de Olympiske Lege i London i 1948, hvor han deltog i 400 meter hækkeløb. Her mødte han sin kone, Rosita, de blev gift i 1953. Sammen startede de med at producere træningstøj i et lille værksted. I 1958 præsenterede de deres første strikkollektion i Milano.
Parret blev verdensberømt ved at bryde de meget strikse moderegler i 1967, hvilket siden blev kendt som bh-krigen. Rosita Missoni havde bedt modellerne om at smide deres bh'er, inden de gik på catwalken ved et stort modeshow i Firenze, dette for at undgå at bh'ernes farve kunne ses gennem strikketøjet. Men kjolerne nærmest gennemsigtige i rampelyset, hvilket udløste en skandale. Parret blev ikke inviteret til modeshowet igen, men til gengæld havnede Missoni på modeforsider i blandt andet Vogue og Elle.

## Note
1. ↑  Navnet er anført på bokmål og stammer fra Wikidata hvor navnet endnu ikke findes på dansk.
2. ↑  Den italienske strik-konge Missoni er død | Kultur | DR